# Max Carver
Max Carver (San Francisco, 1 augustus 1988) is een Amerikaanse acteur.  Hij staat vooral bekend om zijn rol als Preston Scavo in de tv-serie Desperate Housewives en als Aiden in de tiener-horror drama Teen Wolf.  Hij speelde eveneens in het eerste seizoen van de serie The Leftovers. Zijn tweelingbroer, Charlie Carver portretteerde de tweeling van zijn personages in alle drie de shows.

## Film
| jaar | film                          | rol             | opmerking |
| ---- | ----------------------------- | --------------- | --------- |
| 2010 | Cliffhanger                   | Charlie         | kort film |
| 2012 | Haven's Point                 | Kevin           | kort film |
| 2013 | Dean Slater: Resident Advisor | boze jongen     |           |
| 2014 | Ask Me Anything               | Rory            |           |
| 2014 | Mantervention                 | strandwacht Joe |           |
| 2017 | Fist Fight                    | Daniel          |           |
| 2022 | The Batman                    | The Twin        |           |

## Televisie
| jaar            | titel                             | rol           | opmerkingen                 |
| --------------- | --------------------------------- | ------------- | --------------------------- |
| 2008–2012       | Desperate Housewives              | Preston Scavo | 40 afleveringen             |
| 2009            | The Office                        | Eric          | afl.: "Gossip"              |
| 2010            | Good Luck Charlie                 | Brad          | afl.: "Double Whammy"       |
| 2012            | Best Friends Forever              | Corey         | afl: "Single and Lovin' It" |
| 2012            | Victorious                        | Evan Smith    | afl: "The Blonde Squad"     |
| 2012            | NTSF:SD:SUV::                     | Thad          | afl: "16 Hop Street"        |
| 2012            | Halo 4: Forward Unto Dawn         | Cadmon Lasky  | Web serie                   |
| 2013            | The Cheating Pact                 | Jordan        |                             |
| 2013–2014, 2015 | Teen Wolf                         | Aiden         | 20 afleveringen             |
| 2014            | The Leftovers                     | Adam Frost    | hoofdrol (seizoen 1)        |
| 2014            | Grand Theft Auto: Give Me Liberty | Claude        | Tv film                     |
| 2015            | The Following                     | Reggie        | afl.: "Home"                |
| 2015            | Filthy Preppy Teen$               | Chaad Bishop  | hoofdrol                    |
| 2016            | Cupcake Wars                      | zich zelf     | Bijrol                      |
| 2017            | Blooms                            | Andrew Bloom  |                             |